# Jozef Juráš
Jozef Juráš (1. května 1912 v Žiaru – 17. srpna 1975 v Bratislavě) byl slovenský evangelický farář a publicista.
Působil jako duchovní, byl redaktorem časopisu Evanjelický posol spod Tatier a tajemníkem Sdružení evangelické mládeže (Sdruženie evanjelickej mládeže).
Za druhé světové války se zapojil do protinacistického odboje a příprav SNP. Za komunistického režimu byl pronásledován Státní bezpečností a nakonec ve vykonstruovaném procesu odsouzen ke 13 letům vězení za vlastizradu. Z vězení byl propuštěn roku 1968. V letech 1968 – 1973 působil ve sboru v Bratislavě-Petržalce. Roku 1973 mu byl odňat státní souhlas a byl nuceně penzionován.